# Acide orthoformique
L’acide orthoformique ou méthanetriol est un composé chimique hypothétique de formule HC(OH)3. Il n'a jamais été isolé et on pense qu'il est instable et se décompose immédiatement en acide formique HCOOH et en eau H2O.
Les esters de l'acide orthoformique sont appelés orthoformiates, parmi lesquels se trouvent notamment l'orthoformiate de triméthyle HC(OCH3)3 et l'orthoformiate d'éthyle HC(OCH2CH3)3.